# Kern Herman
Kern Herman (Budapest, 1876. május 28. – Budapest, 1957. április 20.) gombaszakértő, növényvédelmi szakember.

## Élete
A bécsi mezőgazdasági főiskolán 1899-ben végzett, s tanári diplomát is szerzett. Rövid debreceni kitérő után 1902-ben Magyaróvárra került a Növényélet- és Kórtani Állomásra. Feladata a növényi kártevők által okozott betegségek kutatása és az ellenük való védekezés kidolgozása volt. A Növényélet- és Kórtani Állomást 1913-ban Budapestre költöztették, vezetője 1917-től 1932-ig Kern Herman lett. E minőségében 1919-ben kidolgozta a magyar növény-egészségügyi szolgálat tervezetét, amelyet 1922-ben fogadtak el. 1932-ben az állomás megszűntekor Kernt a magyar növényvédelmi szolgálat vezetőjévé nevezték ki. 1940-ben történt nyugalomba vonulásáig töltötte be ezt a tisztséget. Utána még szaktanácsadóként dolgozott. Munkássága elismeréseként 1952-ben kandidátusi fokozatot kapott.

## Főbb művei
- A gyümölcsfák monilia betegsége, Budapest, 1912
- Védekezés az amerikai köszméte lisztharmat ellen, Budapest, 1916
- Az amerikai Wildfire betegség a dohányon és az ellene való védekezés Dohányjövedék, 1930